# 해군작전사령부
해군작전사령부(海軍作戰司令部, 영어: Republic of Korea Fleet Command)는 대한민국 해군의 작전을 지휘통제하는 작전사령부이다. 본부는 부산광역시 남구 부산 해군기지에 위치하고 있다.

## 역사
1952년 8월 1일 경상남도 진해에서 해군 1함대사령부로 창설되어 1953년 한국함대로 개편됐고 1986년 지금의 해군작전사령부로 재창설되었다. 이후 2007년 12월에는 지금의 부산광역시로 부대를 이전했다.
2008년, 국방개혁 공청회에서 발표된 국방개혁 2020에서 해군에서는 인천, 제주방어사령부를 해체하고 기동전단을 창설한다고 전했다.
2010년 2월 1일, 제7기동전단이 창설되었다. 이후 2015년 12월 22일에 제주 해군기지로 부대를 이전하였다.
2015년 2월 1일, 제9잠수함전단을 모체로 잠수함 도입 23년만에 해군잠수함사령부가 창설되었다. 이로써 한국은 세계에서 6번째로 잠수함사령부를 보유한 국가가 되었다.

## 부대
- 함대
  - 제1함대
  - 제2함대
  - 제3함대
- 해군잠수함사령부
- 해군항공사령부
- 제5성분전단
- 제7기동전단
- 제8전투훈련단
- 해군 특수전전단
- 해군정보단

## 역대 사령관
| #    | 계급 | 성명           | 기수                | 비고  |
| ---- | ---- | -------------- | ------------------- | ----- |
| 19대 | 중장 | 안기석(安基石) | 해군사관학교 제29기 |       |
| 20대 | 중장 | 박정화(朴政化) | 해군사관학교 제30기 |       |
| 21대 | 중장 | 황기철(黃基鐵) | 해군사관학교 제32기 |       |
| 22대 | 중장 | 구옥회(具鈺會) | 해군사관학교 제33기 |       |
| 23대 | 중장 | 정호섭(鄭鎬涉) | 해군사관학교 제34기 |       |
| 24대 | 중장 | 엄현성(嚴賢聖) | 해군사관학교 제35기 |       |
| 25대 | 중장 | 이기식(李氣識) | 해군사관학교 제35기 |       |
| 26대 | 중장 | 정진섭(政進燮) | 해군사관학교 제37기 |       |
| 27대 | 중장 | 박기경(朴起慶) | 해군사관학교 제40기 | [ 6 ] |
| 28대 | 중장 | 이성환(李成煥) | 해군사관학교 제41기 |       |
| 29대 | 중장 | 이종호(李鍾皓) | 해군사관학교 제42기 |       |
| 30대 | 중장 | 강동훈(姜東勳) | 해군사관학교 제43기 |       |
| 31대 | 중장 | 김명수(金明秀) | 해군사관학교 제43기 |       |
| 32대 | 중장 | 최성혁(崔成赫) | 해군사관학교 제46기 |       |
| 33대 | 중장 | 황선우(黃善瑀) | 해군사관학교 제45기 |       |

## 계보
- 1952년 8월 1일 - 해군 1함대사령부
- 1953년 - 한국함대
- 1986년 - 해군작전사령부(Republic of Korea Fleet Command)

## 참조
- 해군작전사령부령